# ژو مین
ژو مین (انگلیسی: Zhu Min؛ زادهٔ ۱۱ مهٔ ۱۹۸۸) شمشیربازی اهل چین بود. وی در مسابقات کشوری و بین‌المللی در مجموع برندهٔ ۱ مدال طلا شده‌است.